# .blog
.blog је генерички домен највишег нивоа (gTLD) у систему имена домена на Интернету . Додато у 2016. години, требало је да се користи за блогове. Крајем 2013. године, због забринутости због „судара имена“, у којима компаније могу потенцијално користити неке предложене gTLD-ове за сопствену употребу, ICANN је зауставио напредовање .blog-а и 24 других предложених gTLD-ова чекајући даљу ревизију. 
TLD је постао активан 12. маја 2016. 
Свако се може пријавити за .blog домен по редовним доступним ценама.   Људи су се могли пријавити на get.blog и осигурати свој .блог домен почевши од 21. новембра 2016. у 15:00 UTC.  Међутим, постоје одређена ограничења у вези са компанијама.   Власник .blog домена је Automattic, компанија која стоји иза WordPress.com. 